# Ecolo
O Ecolo (em francês: Écologistes Confédérés pour l'organisation de luttes originales, Ecolo) é um partido político ecologista da região francófona da Bélgica.
Fundado em 1980, o partido rapidamente se afirmou no espectro político da Valónia e da Bélgica, sendo um dos partidos ecologistas mais populares do mundo, chegando a atingir os 20% dos votos em certas eleições.
Ideologicamente, o Ecolo é um partido de centro-esquerda, seguindo uma linha ecológica e ambientalista, com uma forte componente de social liberalismo e libertarismo de esquerda.
O partido tem como partido-irmão flamengo é o Groen e, a nível internacional pertence ao Partido Verde Europeu e à Global Verde.

## Resultados eleitorais

### Eleições legislativas

#### Câmara dos Deputados
| Data | Votos   | %          | +/- | Deputados | +/-     | Status   |
| ---- | ------- | ---------- | --- | --------- | ------- | -------- |
| 1981 | 132 312 | 2,2 (10.º) |     | 2 / 212   |         | Oposição |
| 1985 | 152 483 | 2,5 (9.º)  | 0,3 | 5 / 212   | 3       | Oposição |
| 1987 | 157 988 | 2,6 (9.º)  | 0,1 | 3 / 212   | 2       | Oposição |
| 1991 | 312 624 | 5,1 (9.º)  | 2,5 | 10 / 212  | 7       | Oposição |
| 1995 | 243 362 | 4,0 (10.º) | 1,1 | 6 / 150   | 4       | Oposição |
| 1999 | 457 281 | 7,4 (7.º)  | 3,4 | 11 / 150  | 5       | Governo  |
| 2003 | 201 123 | 3,1 (9.º)  | 4,3 | 4 / 150   | 7       | Oposição |
| 2007 | 340 378 | 5,1 (8.º)  | 2,0 | 8 / 150   | 4       | Oposição |
| 2010 | 313 047 | 4,8 (9.º)  | 0,3 | 8 / 150   | Estável | Oposição |
| 2014 | 222 551 | 3,3 (11.º) | 1,5 | 6 / 150   | 2       | Oposição |

#### Senado
| Data | Votos   | %          | +/- | Deputados | +/-     |
| ---- | ------- | ---------- | --- | --------- | ------- |
| 1981 | 153 989 | 2,6 (10.º) |     | 3 / 106   |         |
| 1985 | 163 361 | 2,7 (9.º)  | 0,1 | 2 / 106   | 1       |
| 1987 | 168 491 | 2,8 (9.º)  | 0,1 | 2 / 105   | Estável |
| 1991 | 323 683 | 5,3 (9.º)  | 2,5 | 6 / 70    | 4       |
| 1995 | 258 635 | 4,3 (9.º)  | 1,0 | 2 / 40    | 4       |
| 1999 | 458 658 | 7,4 (7.º)  | 3,1 | 3 / 40    | 1       |
| 2003 | 208 868 | 3,2 (9.º)  | 4,2 | 1 / 40    | 2       |
| 2007 | 385 466 | 5,8 (8.º)  | 2,6 | 2 / 40    | 1       |
| 2010 | 353 111 | 5,5 (8.º)  | 0,3 | 2 / 40    | Estável |

### Eleições europeias

#### Resultados referentes ao colégio francófono
| Data | Votos   | %          | +/-  | Deputados | +/- |
| ---- | ------- | ---------- | ---- | --------- | --- |
| 1984 | 220 663 | 9,9 (4.º)  |      | 1 / 11    |     |
| 1989 | 371 053 | 16,6 (4.º) | 6,7  | 2 / 11    | 1   |
| 1994 | 290 859 | 13,0 (4.º) | 3,6  | 1 / 10    | 1   |
| 1999 | 525 316 | 22,7 (3.º) | 9,7  | 3 / 10    | 2   |
| 2004 | 239 687 | 9,8 (4.º)  | 12,9 | 1 / 9     | 2   |
| 2009 | 562 081 | 22,9 (3.º) | 13,1 | 2 / 8     | 1   |
| 2014 | 284 656 | 11,7 (3.º) | 11,2 | 1 / 8     | 1   |